# مكافحة التجسس البريطانية ضد الحركة الثورية الهندية أثناء الحرب العالمية الأولى
مكافحة التجسس البريطانية ضد الحركة الثورية الهندية أثناء الحرب العالمية الأولى بدأت من جذورها الأولية في أواخر القرن التاسع عشر، وفي النهاية امتدّت إلى حد ما من آسيا، لتعبر أوروبا إلى الساحل الغربي للولايات المتحدة وكندا. كانت فعّالة في إحباط عدد من محاولات التمرد في الهند البريطانية خلال الحرب العالمية الأولى، وفي نهاية المطاف في السيطرة على الحركة الثورية الهندية في الداخل والخارج.

## معلومات أساسية
خلال الحرب العالمية الأولى، على الرغم من إقدام الهيئات السياسية والشعبية الهندية على دعم المجهود الحربي البريطاني دعمًا كبيرًا، بقيت البنغال والبنجاب معقلًا للأنشطة المعادية للاستعمار. كان الإرهاب في البنغال، الذي يرتبط ارتباطًا وثيقًا على نحو متزايد بالاضطرابات في البنجاب، خطيرًا لدرجة أنه يكاد يشلّ الإدارة الإقليمية. منذ بداية الحرب أيضًا، حاول السكان الهنود المغتربون، وخصوصًا المغتربين في الولايات المتحدة وكندا وألمانيا، برئاسة لجنة برلين وحزب غادار، إثارة التمرّدات في الهند على غرار انتفاضة الجمهوريين الأيرلنديين عام 1857. ساعد الألمان والأتراك في مؤامرة كبيرة أصبحت تسمى منذ ذلك الحين بالتآمر الهندوسي الألماني. حاولت هذه المؤامرة حشد أفغانستان ضد الهند البريطانية. كان هناك عدد من المحاولات التي باءت بالفشل في التمرد، والتي ما تزال أبرزها خطة تمرد فبراير وتمرد سنغافورة. قمعت عملية دولية ضخمة لمكافحة الاستخبارات وأعمال سياسية قاسية هذه الحركة (بما في ذلك قانون الدفاع عن الهند لعام 1915) والتي استمرت نحو عشرة سنوات.

## مكافحة الاستخبارات

### البدايات
بدأت الاستخبارات البريطانية بملاحظة وتقفي الخطوط العريضة والأفكار الوليدة للمؤامرة منذ عام 1911. نبّهت أحداث كمؤامرة دلهي-لاهور وحدث كوماغاتا مارو إدارة التحقيقات الجنائية بوجود شبكة واسعة النطاق وخطط لإحداث المتشددين اضطراباتٍ في عموم الهند. اتُّخذت تدابير ركزت على البنغال -مقر الإرهاب الثوري الأكثر حدة في ذلك الوقت- وعلى البنجاب، الذي كُشف أنه قاعدة قوية ومتشددة في أعقاب أحداث كوماغاتا مارو. عُثر على مجموعة هار دايال التي تتمتع بروابط قوية مع راش بيهاري بوس، و‹‹طُهرت›› بُعيد قضية تفجيرات دلهي.

## في آسيا
عند اندلاع الحرب، أرسلت إدارة التحقيقات الجنائية البنجابية فرقًا إلى هونغ كونغ لاعتراض الغداريين العائدين والتسلل إليهم. كان الغداريون غالبًا لا يبذلون جهودًا في إخفاء خططهم وأهدافهم. نجحت هذه الفرق في الكشف عن تفاصيل النطاق الكامل للمؤامرة، وأيضًا اكتشاف مكان وجود هار دايال. وكان يجرى التحقّق من أسماء المهاجرين العائدين إلى الهند فيما إذا كانوا من قائمة الثوار.
في البنجاب، لم تنجح إدارة البحث الجنائي، رغم علمها بالخطط المحتملة للاضطرابات، في التسلّل إلى مؤامرة التمرد حتى فبراير 1915. شُكلت قوة مخصصة، برئاسة رئيس إدارة البحث الجنائي في البنجاب، وكان من بين أعضائها لياقت حياة خان (الذي أصبح رئيس إدارة البحث الجنائي فيما بعد). في فبراير من ذلك العام، نجحت إدارة البحث الجنائي في توظيف خدمات أحد أتباع كيربال سينغ ليسرّب الخطة. كان سينغ، الذي كان لديه قريب غداري يعمل في سلاح الفرسان الثالث والعشرين، قادرًا على التسلل إلى القيادة، إذ كُلّف بالعمل في فوج قريبه. كان سينغ قريبًا للاشتباه في كونه جاسوسًا، لكنه كان قادرًا على نقل المعلومات المتعلقة بتاريخ وحجم الانتفاضة إلى الاستخبارات البريطانية الهندية. مع اقتراب موعد التمرد، قدّم راش بيهاري بوس البائس يوم بدء العمليات إلى مساء يوم 19 فبراير، والذي اكتشفه كيربال سينغ في ذات اليوم. لم يبذل الغداريون أي محاولات لكبحه، وهرع لإبلاغ لياقت خان بتغيير الخطط. بعد أن أُمر بالعودة إلى مركزه ليرسل إشارة عند تجمع الثوار، احتُجز سينغ على أيدي المتمردين المنتظرين، لكنه تمكن من الفرار تحت غطاء استجابة الطبيعة للنداء.
في البنغال، قاد تشارلز تيغارت الاستخبارات المضادة، خاصة ضد أنشطة يوغانتار، في حين كان دور الوكلاء الألمان أو البلطيق-الألمان، وخاصة العميل الدي يدعى أورين، مهمًا أيضًا في التسلل واستباق خطط تمردات الخريف في البنغال في عام 1915 وأيضًا إحباط خطط باغا جاتين في فصل الشتاء من ذلك العام. يُعتقد أن تيغارت قد أطلق الرصاص على جاتين شخصيًا في معركته الأخيرة على ضفاف نهر بورها بالانغ. كان العميل المزدوج الألماني فنسنت كرافت مصدرًا آخر، وهو مزارع من باتافيا، وهو الذي نقل معلومات حول شحنات الأسلحة من شنغهاي إلى عملاء بريطانيين بعد أسرهم. فرّ كرافت في وقت لاحق عبر المكسيك إلى اليابان حيث كان آخر ما عرف عنه أنه في نهاية الحرب. واعتُقِل في نوفمبر كثائر جاويٍّ باسم ديكر أثناء سفره تحت إشراف لجنة برلين من أوروبا إلى سيام. كان ينوي العمل على نشر أخبار الحرب الألمانية والمواد الهندية الثورية ليهربها إلى الهند عبر بورما. تعرّضت الجهود التي بذلتها الحكومة المؤقتة بقيادة ماهيندرا براتاب في كابول للخطر أيضًا على يد هيرامبال غوبتا بعد انشقاقه في عام 1918 ونقله للمعلومات إلى الاستخبارات الهندية.

### الشرق الأوسط
في الشرق الأوسط، كانت مكافحة الاستخبارات البريطانية موجهة نحو الحفاظ على ولاء السيبوي الهندي في مواجهة الدعاية التركية ومفهوم جهاد الخليفة، بينما حُشدت جهود كبيرة لاعتراض بعثة كابول خصوصًا. أُنشئ كوردون الفارسي الشرقي في يوليو 1915 في إقليم فارس في سيستان لمنع الألمان من العبور إلى أفغانستان ولحماية قوافل الإمداد البريطانية في سرهد من المغيرين القبليين الدامانيين والريكيين والأكراد البلوشيين الذين قد يغريهم الذهب الألماني. كان من بين قادة قوّة السيستان ريجنالد داير الذي قادها بين مارس وأكتوبر 1916.

## الأثر
أحبطت عمليات مكافحة الاستخبارات البريطانية المحاولات داخل وخارج الهند، وتمكنت في نهاية المطاف من لفت انتباه حزب الغدر إلى الاستخبارات الأمريكية، في حين أن تخريبه المضاد داخل لجنة برلين والحركة الهندية أدى إلى تفكيك الجماعات بفعالية ومنع خطة متماسكة كان من الممكن تنفيذها.
1. ↑  Gupta 1997، صفحة 12
2. ↑  Popplewell 1995، صفحة 201
3. ↑  Strachan 2001، صفحة 798
4. ↑  Hoover 1985، صفحة 252
5. ↑  Brown 1948، صفحة 300
6. ↑  Strachan 2001، صفحة 788
7. 1 2  Hopkirk 2001، صفحة 41
8. ↑  Popplewell 1995، صفحة 234
9. ↑  Popplewell 1995، صفحة 168
10. 1 2 3  Popplewell 1995، صفحة 200
11. 1 2  Popplewell 1995، صفحة 173
12. ↑  Strachan 2001، صفحة 802
13. ↑  Collett 2006، صفحة 144
14. ↑  Popplewell 1995، صفحة 182,183,187
15. ↑  Seidt 2001، صفحة 4